# نيل ستريكلاند
نيل ستريكلاند (بالإنجليزية: Neil Strickland)‏ هو رياضياتي بريطاني، ولد في 1966.